# Хахалджварі
Хахалджварі (груз. ხახალჯვარი) — село в Грузії.
За даними перепису населення 2014 року в селі проживає 213 осіб.